# 尤尔根·科勒尔
尤尔根·科勒尔（德語：Jürgen Kohler，1965年10月6日—）是一名曾夺得世界杯冠军的德国足球教练及前足球运动员，目前已退役，但仍偶尔代表阿登多夫日耳曼尼亚（Alemannia Adendorf）参加县级联赛C组比赛（德国足球联赛系统第11级）。
自2018年以来，他於科隆勝利足球俱樂部的青年队執教。

## 球员生涯
科勒尔的职业生涯共参加了超过500场的顶级赛事，期间主要是作为中后卫效力于德甲、意甲俱乐部和德国国家足球队。他以敏锐的防守、充沛的体能和强大的头球优势而著称。然而他在2002年代表多特蒙德于欧洲联盟杯决赛对阵费耶诺德时被罚出场并直接导致对手获得点球，以一个遗憾的方式结束了职业生涯。

## 教练生涯
在球员生涯结束后，科勒尔随即接掌了德国21岁以下国家足球队的教鞭，并在2003年3月31日就任勒沃库森的体育总监，但于2004年6月29日又从该岗位上辞职。2005年12月17日，他被任命为杜伊斯堡主教练。2008年8月28日，他又与德国足球丙级联赛球队阿倫签订了一份为期3年的主教练合同。然而，科勒尔在2008年11月16日由于心脏问题而退出教练工作，仅继续担任球队的体育总监，但在2009年5月5日被解职。2013年，他开始成为老东家曼海姆的体育总监。
2006年8月，科勒尔还曾拒绝了执教科特迪瓦国家足球队的机会。